# La puntaire
|  | Per a la sardana cantada, vegeu l'article Joan Badosa i Compte |

La puntaire (De Kantwerkster en neerlandès) és una pintura a l'oli de Johannes Vermeer pintat entre el 1669 i 1670, i que es conserva al Museu del Louvre, a París.

## Descripció
La tela està enganxada a un plafó de roure que mesura 23,9 per 20,5 cm, la qual cosa fa d'aquesta obra la més petita de les que va pintar Vermeer.
És una obra típica de l'autor: retrata un personatge ordinari en la intimitat de les seves tasques quotidianes. Vermeer procura que tota l'atenció se centri en el rostre i les mans de la noia, eliminant qualsevol detall que pugui desviar la mirada de l'espectador.

## Història
És possible que el seu primer propietari fos Pieter Claesz van Ruijven, de Delft, abans de 1674. Va aparèixer en la venda Dissius de 1696 a Amsterdam. La pintura va passar posteriorment a diversos propietaris dels Països Baixos. Malgrat la seva fama, el 1869 el museu Boymans de Rotterdam va fracassar en el seu intent d'adquirir La puntaire. Per llavors formava part de la col·lecció de Dirk Vis Blokhuyzen (1799-1869), qui en morir va deixar el seu patrimoni de pintures, dibuixos i llibres a la ciutat de Rotterdam, a canvi que lliuressin una quantitat de diners als seus hereus. Tanmateix, no es van poder obtenir aquests diners i la col·lecció va ser subhastada a París el 1870; va ser adquirida pel col·leccionista Eugène Féral, que el va vendre amb un benefici de gairebé 2.000 francs dos mesos més tard al Louvre. Va ser el primer Vermeer adquirit per una col·lecció pública francesa.